# Regius Professor of Hebrew (Oxford)
Der Regius Professor of Hebrew ist eine 1540 durch König Heinrich VIII. gestiftete Regius Professur für Hebraistik und orientalische Sprachen an der University of Oxford. Neben dieser Professur gibt es eine weitere – gleichzeitig von Heinrich VIII. gestiftete – Professur für diese Fächer an der University of Cambridge, die Regius Professor of Hebrew.

## Inhaber
| Name                              | Namenszusatz                        | von            | bis                            | Anmerkung |
| --------------------------------- | ----------------------------------- | -------------- | ------------------------------ | --- |
| Thomas Harding                    | M.A.                                | 1546 oder 1547 |                                | Die Wahl der Professur fiel auf Harding, weil man glaubte, er beherrsche die Sprachen (… being esteemed a knowing person in the tounges). Der anfänglich begeisterte Anhänger der anglikanischen Kirche ließ sich später vom Katholizismus überzeugen und behielt diesen Glauben auch nach der Thronbesteigung Elisabeth I. bei. Er wanderte nach Löwen in Belgien aus, wo er den Rest seines Lebens verbrachte. |
| Richard Bruerne                   | B.D.                                | 1548           |                                | Bruerne war in die Kirchenpolitik seiner Zeit involviert und konnte seine Vorlesungen nicht immer selbst halten. An seiner Stelle unterrichtete 1556 bis 1558 unter anderen Pedro de Soto. Es besteht aber auch die Möglichkeit, dass er die Vorlesungen aufgrund einer Verfehlung nicht halten durfte, da man ihm abscheuliche moralische Verworfenheit vorwarf, für die er 1559 seiner Professur enthoben wurde. |
| Thomas Neale                      |                                     | 1559           | 1569                           | Während der Regierungszeit Eduards IV. lebte Neale in Paris und kehrte erst nach Oxford zurück, als Maria I. die Herrschaft übernommen hatte. Neale wurde ein Jahr nach der Thronbesteigung Elisabeth I. zum Professor berufen, obwohl er seinem katholischen Glauben nicht abgeschworen zu haben schien. Trotzdem behielt der das Amt bis 1569. |
| Thomas Kingsmill                  | M.A., B.D.,                         | 1570           |                                | Kingsmill hatte an der Universität schon Naturphilosophie unterrichtet und ab 1565 auch Hebräisch. |
| John Harding                      |                                     | 1591           |                                | |
| William Thorne                    | M.A., B.D., D.D.                    | 27. Juni 1598  | 1604                           | Thorne war ein ausgezeichneter Hebraist und Orientalist, dessen Ruf weit über England hinaus bekannt war. Johannes van den Driesche widmete Thorne sein 'Opuscula quae ad Grammaticam spectant’ (1609). |
| John Harding                      |                                     | 1604           |                                | Zweite Amtszeit; |
| Richard Kilbye                    | M.A., D.D.                          | 1610           | 7. Nov. 1620                   | Der aus niederem Stand geborene Kilbye stieg weit in der Kirchenhierarchie auf. Er war einer der Übersetzter der King-James-Bibel. |
| Edward Meetkerke                  | M.A., B.D., D.D.                    | 8. Nov. 1620   | 1626                           | Der einzige Sohn des Brüsseler Gesandten in England. verließ die Professur, als ihm die ertragreiche Pfarrei in Easton, Hampshire. zugeteilt wurde. |
| John Morris                       |                                     | 1626           | 28. März 1647 möglw. auch 1648 | |
| Edward Pococke                    | M.A., B.D., S.T.D.                  | 1648           |                                | Pococke (auch Pocock) hatte Vorlesungen von Matthias Pasor (dem Sohn Georg Pasors) gehört und später William Bedwell, dem Vater der Arabistik in England. An der Universität Heidelberg wurde ihm eine Professur verliehen. Nach dem Tod John Morris wurde ihm die Regius Professur übertragen. Da er politisch kontrovers war, wurde ihm diese wieder entzogen, jedoch hielt er weiterhin unter dem Schutz der akademischen Gemeinschaft seine Vorlesungen, bis ihm 1660 das Amt samt der dazugehörigen Pfarreien durch Karl II. wieder offiziell und mit Letters Patent übertragen wurde. |
| Roger Altham                      |                                     | 1691           |                                | |
| Thomas Hyde                       | M.A., D.D.                          | 1697           |                                | Hyde war Pocockes Nachfolger als Laudian Professor of Arabic, 1691. 1697 wurde ihm die Regius Professur angetragen, die er bis zu seinem Tod am 18. Februar 1702 (1703) hielt. |
| Roger Altham                      |                                     | 1702           | 1715                           | Zweite Amtszeit. |
| Robert Clavering                  | M.A., D.D.                          | 20. Mai 1715   | 1747                           | Clavering wurde 1735 zum Bischof von Llandaff ernannt und erhielt die Erlaubnis, die Professur neben seinem Bischofsamt zu behalten. So hielt er die Professur bis zu seinem Tode am 21. Juli 1747. |
| Thomas Hunt                       | M.A., B.D., D.D.                    | 1747           |                                | Ab 1738 lehrte Hunt als Laudean Professor of Arabic an der Universität Oxford und ab 1747 bis zu seinem Tod 1774 als Regius Professor. |
| Richard Brown                     |                                     | 1774           |                                | |
| George Jubb                       | M.A., D.D.                          | 25. März 1780  | 1787                           | Jubbs Eröffnungsvorlesung hatte den Titel Linguæ Hebraicæ studium iuventuti academiæ commendatum. |
| Benjamin Blayney                  | M.A., B.D., D.D.                    | 1787           |                                | Blayneys Schriften zeichneten sich weniger durch literarisches Können, als durch eine für seine Zeit umfassende Bildung in Hebraistic aus. Die dadurch ausgelösten Kontroversen beantwortete er mit außergewöhnlicher Fairness und Höflichkeit. |
| Joseph White                      | M.A., B.D., D.D.                    | 1802           | 1814                           | Der Sohn eines Webergesellen verdankte seine Ausbildung Gönnern, die auf seine außergewöhnlichen Leistungen in der Schule aufmerksam wurden. Auf Wunsch eines solchen Gönners konzentrierte sich White auf die nahöstlichen Sprachen. Seine Übersetzungen von Teilen des alten und neuen Testaments resultierten in seiner Ernennung zum Regius Professur und Pfarrer der Christ Church Kathedrale. Whites Schriften enthielten wo immer er es einrichten konnte Arbeiten anderer. Trotzdem kommen seine Leistungen als Lingustit den besten Linguisten seiner Zeit gleich. |
| Richard Laurence                  | M.A., B.C.L., D.C.L.                | 1814           | 1822                           | Laurences Bruder French war 1769 zum Regius Professor of Civil Law ernannt worden. Nach dem Tod seiner Ehefrau, 1822, akzeptierte Laurence die Berufung zum Erzbischof von Cashel und verließ die Professur. Wissenschaftlich hinterließ er etliche Übersetzungen von Apokryphen aus dem Äthiopischen. |
| Alexander Nicoll                  | M.A., D.C.L.                        | 1822           | 1828                           | Nicoll katalogisierte die orientalischen Schriften der Bodleian Library. Diese Leistung brachte ihm einen so guten Ruf ein, dass man ihm nachsagte, er könne ohne die Hilfestellung eines Dolmetschers bis zur chinesischen Mauer gelangen. |
| Edward Bouverie Pusey             | M.A.                                | 1828           | 1882                           | Unter dem Einfluss des Regius Professor of Divinity, Charles Lloyd, verbrachte Pusey zwei Jahre an deutschen Universitäten, beispielsweise unter Eichhorn und Schleiermacher, wo er sich mit den kontroversen, weil rationalistischen Bibelkritiken der damaligen Zeit auseinandersetzte. Dort freundete er sich auch mit August Tholuck an. Als er die Bedeutung erkannte, begann Pusey selbst altorientalische Sprachen zu studieren, erst unter Ludwig Gotthard Kosegarten an der Universität Greifswald, später unter Georg Wilhelm Freytag an der Universität Bonn. 1827 kehrte Pusey zurück nach England und veröffentlichte kurz darauf sein erstes Buch An Historical Enquiry into the Probable Causes of the Rationalist Character lately predominant in the Theology of Germany. Im November 1828 wurde Pusey als Nachfolger Nicolls zum Regius Professor ernannt. Von Nicoll erbte er die arbeitsintensive Aufgabe, die Kataloge der orientalischen Schriften der Bodleian Library fertigzustellen. Er investierte fast sechs Jahre in diese Aufgabe, obwohl er mit den seiner Auffassung nach erforderlichen Vorlesungen zur Linguistik und zur Theologie schon ausgelastet war, die er für zwingend hielt. |
| Samuel Rolles Driver              | C.B.E., M.C., M.A., D.D.            | 1883           | 1914                           | |
| George Albert Cooke               | D.D.                                | 1914           | 1936                           | Cooke hatte eine kirchliche und wissenschaftliche Karriere in Oxford absolviert, bevor er 1914 die Professur übernahm. |
| Godfrey Rolles Driver (amtierend) |                                     | 1934           |                                | Godfrey war der Sohn von Samuel Rolles Driver. Godfrey Rolls Driver war der anerkannteste britische Orientalist seiner Zeit. Er hätte einen hervorragenden Regius Professor abgegeben, wenn dieses Amt nicht grundsätzlich auch die Pfarrei der Christ Church beinhaltet hätte, was Rolles Driver mangels theologischer Abschlüsse unwählbar machte. |
| Herbert Danby                     | D.D.                                | 1936           |                                | Danby kehrte 1936 nach siebzehn Jahren in Jerusalem zurück nach Oxford, um die Regius Professur zu übernehmen. In Oxford machte er weiterhin Beiträge zum modernen Hebräisch. Danby hatte ein tiefes Verständnis für die im damaligen Britischen Mandat Palestina lebenden Menschen gewonnen und setzte seinen Einfluss in der anglikanischen Kirche für sie ein. |
| Cuthbert Aikman Simpson           | D.D.                                | 1954           |                                | Bis zu seiner Ernennung hatte Simpson als Professor of Old Testament Literature and Interpretation at the General Theological Seminary at New York gelehrt. |
| Godfrey Rolles Driver             | C.B.E., M.C.                        | 1959           |                                | zweite Amtszeit als amtierender Professor |
| William Duff McHardy              | B.D., D.Phil.                       | 1960           | 1978                           | |
| James Barr                        | M.A., B.D.                          | 1978           | 1989                           | |
| Hugh Godfrey Maturin Williamson   | Esq., M.A., Ph.D, D.D., F.B.A., OBE | 1992           | 2014                           | |
| Jan Thijs Alfons Joosten          | Esq., T.M., Ph.D.                   | 2014           | 2020                           | Der aus Belgien stammende Joosten hatte nach Aufenthalten in Princeton (USA), Jerusalem, und Ruanda zuletzt eine Professur für Theologie an der Universität Straßburg gehalten. |